# 湯氏長頜魚
湯氏長頜魚（学名：Mormyrus tenuirostris），為輻鰭魚綱骨舌魚目象鼻魚科的其中一種，分布於非洲查德、加彭、剛果及中非共和國的淡水流域，體長可達28公分。